# League Cup 2007/08
Der League Cup 2007/08 war die 48. Austragung des Turniers The Carling Cup, oder League Cup. Das Turnier begann mit 92 Vereinen. Der Sieger des Wettbewerbs qualifiziert sich für die Erste Runde des Uefa Cups 2008/09, wenn nicht schon über die Liga qualifiziert.
Der Wettbewerb startete am 13. August 2007 mit der Ersten Runde und endete mit dem Finale im neuen Wembley Stadium in London am 24. Februar 2008. Das Wembley-Stadion ist seit 2000 der Austragungsort für die Finalspiele.
Das Turnier gewannen die Tottenham Hotspur mit dem 2:1-Sieg gegen den FC Chelsea mit den Toren von Dimitar Berbatov und Jonathan Woodgate. Für Chelsea traf Didier Drogba.

## Erste Runde
Die Auslosung für die erste Runde fand am 13. Juni 2007 statt. Alle 72 Teams der Football League traten in der ersten Runde an. Die Begegnungen werden in Division Nord und Süd aufgeteilt. Die Spiele werden dabei mittels Setzliste aufgrund der Positionen der Teams in der Saison 2006/07 ausgelost.
Gibt es nach 90 Minuten keinen Sieger, wird eine Verlängerung gespielt. Wenn auch nach der Verlängerung kein Sieger feststeht, wird der Sieger mittels Penaltyschießen ermittelt.

### Nord
|                         | Ergebnis              | !Zuschauer                    |
| ----------------------- | --------------------- | ----------------------------- |
| Wolverhampton Wanderers | 2:1                   | Bradford City \|\|9.625       |
| Grimsby Town            | 1:1 n. V. (2:4 i. E.) | FC Burnley \|\|2.431          |
| AFC Rochdale            | 2:2 n. V. (4:2 i. E.) | Stoke City \|\|2.369          |
| Scunthorpe United       | 1:2                   | Hartlepool United \|\|2.965   |
| Port Vale               | 1:1 n. V. (3:5 i. E.) | FC Wrexham \|\|2.916          |
| Crewe Alexandra         | 0:3                   | Hull City \|\|2.862           |
| Chester City            | 0:0 (2:4 i. E.)       | Nottingham Forest \|\|2.720   |
| Sheffield United        | 3:1                   | FC Chesterfield \|\|11.170    |
| Rotherham United        | 1:3                   | Sheffield Wednesday \|\|6.416 |
| FC Barnsley             | 2:1                   | FC Darlington \|\|3.780       |
| FC Bury                 | 0:1                   | Carlisle United \|\|2.213     |
| Doncaster Rovers        | 4:1                   | Lincoln City \|\|5.084        |
| Preston North End       | 1:2                   | FC Morecambe \|\|7.703        |
| Stockport County        | 1:0                   | Tranmere Rovers \|\|3.944     |
| Accrington Stanley      | 0:1                   | Leicester City \|\|2.029      |
| Macclesfield Town       | 0:1                   | Leeds United \|\|3.422        |
| Oldham Athletic         | 4:1                   | Mansfield Town \|\|3.155      |
| FC Blackpool            | 1:0                   | Huddersfield Town \|\|6.395   |

### Süd
|                      | Ergebnis              | !Zuschauer                       |
| -------------------- | --------------------- | -------------------------------- |
| FC Watford           | 3:0                   | FC Gillingham \|\|8.166          |
| Swindon Town         | 0:2                   | Charlton Athletic \|\|6.175      |
| Milton Keynes Dons   | 3:3 n. V. (5:3 i. E.) | Ipswich Town \|\|7.496           |
| Southend United      | 4:1 n. V.             | Cheltenham Town \|\|3.084        |
| Norwich City         | 5:2                   | FC Barnet \|\|13.971             |
| Shrewsbury Town      | 1:0 n. V.             | Colchester United \|\|3.069      |
| Cardiff City         | 1:0 n. V.             | Brighton & Hove Albion \|\|3.726 |
| Swansea City         | 2:0                   | FC Walsall \|\|6.943             |
| FC Brentford         | 0:3                   | Bristol City \|\|2.213           |
| Bristol Rovers       | 1:1 n. V. (4:1 i. E.) | Crystal Palace \|\|5.566         |
| West Bromwich Albion | 1:0                   | AFC Bournemouth \|\|10.250       |
| Peterborough United  | 2:1                   | FC Southampton \|\|4.087         |
| Hereford United      | 4:1                   | Yeovil Town \|\|2.085            |
| Queens Park Rangers  | 1:2                   | Leyton Orient \|\|5.260          |
| Northampton Town     | 2:0                   | FC Millwall \|\|1.735            |
| Dagenham & Redbridge | 1:2                   | Luton Town \|\|1.754             |
| Plymouth Argyle      | 2:1                   | Wycombe Wanderers \|\|5.474      |
| Coventry City        | 3:0                   | Notts County \|\|6.735           |

## Zweite Runde
In der zweiten Runde stiegen jene zwölf Premier-League-Vereine in den Wettbewerb ein, die sich in der letzten Saison nicht für einen europäischen Wettbewerb qualifizierten.
|                         | Ergebnis              | !Zuschauer                     |
| ----------------------- | --------------------- | ------------------------------ |
| Plymouth Argyle         | 2:0                   | Doncaster Rovers \|\|5.133     |
| Southend United         | 2:0                   | FC Watford \|\|5.554           |
| Nottingham Forest       | 1 2:3 1               | Leicester City \|\|15.519      |
| Wigan Athletic          | 0:1                   | Hull City \|\|5.440            |
| Birmingham City         | 2:1                   | Hereford United \|\|10.185     |
| Carlisle United         | 0:2                   | Coventry City \|\|5.744        |
| Bristol Rovers          | 1:2                   | West Ham United \|\|10.831     |
| Derby County            | 2:2 n. V. (6:7 i. E.) | FC Blackpool \|\|8.658         |
| AFC Rochdale            | 1:1 n. V. (3:4 i. E.) | Norwich City \|\|2.990         |
| FC Portsmouth           | 3:0                   | Leeds United \|\|8.502         |
| Cardiff City            | 1:0                   | Leyton Orient \|\|6.150        |
| Milton Keynes Dons      | 2:3 n. V.             | Sheffield United \|\|7.943     |
| FC Burnley              | 3:0                   | Oldham Athletic \|\|7.317      |
| Swansea City            | 0:1 n. V.             | FC Reading \|\|12.027          |
| Peterborough United     | 0:2                   | West Bromwich Albion \|\|4.917 |
| Shrewsbury Town         | 0:1                   | FC Fulham \|\|6.223            |
| Wolverhampton Wanderers | 1:3 n. V.             | FC Morecambe \|\|11.296        |
| FC Middlesbrough        | 2:0                   | Northampton Town \|\|11.686    |
| Sheffield Wednesday     | 2:1 n. V.             | Hartlepool United \|\|8.751    |
| Luton Town              | 3:0                   | AFC Sunderland \|\|4.401       |
| FC Wrexham              | 0:5                   | Aston Villa \|\|8.221          |
| Charlton Athletic       | 4:3                   | Stockport County \|\|8.022     |
| Newcastle United        | 2:0                   | FC Barnsley \|\|30.523         |
| Bristol City            | 1:2                   | Manchester City \|\|19.941     |

## Dritte Runde
Ab der dritten Runde mussten auch die Vereine antreten, die sich für die laufende Saison für die europäischen Wettbewerbe qualifiziert hatten.
|                      | Ergebnis  | !Zuschauer                  |
| -------------------- | --------- | --------------------------- |
| Blackburn Rovers     | 3:0       | Birmingham City \|\|9.205   |
| FC Reading           | 2:4       | FC Liverpool \|\|23.563     |
| Manchester United    | 0:2       | Coventry City \|\|74.055    |
| Tottenham Hotspur    | 2:0       | FC Middlesbrough \|\|32.280 |
| Hull City            | 0:4       | FC Chelsea \|\|23.543       |
| FC Blackpool         | 2:1 n. V. | Southend United \|\|5.022   |
| West Ham United      | 1:0       | Plymouth Argyle \|\|25.774  |
| FC Arsenal           | 2:0       | Newcastle United \|\|60.004 |
| Luton Town           | 3:1 n. V. | Charlton Athletic \|\|4.534 |
| Manchester City      | 1:0       | Norwich City \|\|20.938     |
| Sheffield United     | 5:0       | FC Morecambe \|\|8.854      |
| Sheffield Wednesday  | 0:3       | FC Everton \|\|16.463       |
| FC Fulham            | 1:2 n. V. | Bolton Wanderers \|\|10.500 |
| FC Burnley           | 0:1       | FC Portsmouth \|\|8.202     |
| Aston Villa          | 0:1       | Leicester City \|\|25.956   |
| West Bromwich Albion | 2:4       | Cardiff City \|\|14.085     |

## Achtelfinale
|                   | Ergebnis  | !Zuschauer                  |
| ----------------- | --------- | --------------------------- |
| Luton Town        | 0:1 n. V. | FC Everton \|\|8.944        |
| FC Portsmouth     | 1:2       | Blackburn Rovers \|\|11.788 |
| FC Chelsea        | 4:3       | Leicester City \|\|40.037   |
| Sheffield United  | 0:3       | FC Arsenal \|\|16.971       |
| Tottenham Hotspur | 2:0       | FC Blackpool \|\|32.196     |
| Bolton Wanderers  | 0:1       | Manchester City \|\|15.510  |
| Coventry City     | 1:2       | West Ham United \|\|23.968  |
| FC Liverpool      | 2:1       | Cardiff City \|\|41.780     |

## Viertelfinale
|                  | Ergebnis  | !Zuschauer                   |
| ---------------- | --------- | ---------------------------- |
| West Ham United  | 1:2       | FC Everton \|\|28.777        |
| Manchester City  | 0:2       | Tottenham Hotspur \|\|38.564 |
| FC Chelsea       | 2:0       | FC Liverpool \|\|41.366      |
| Blackburn Rovers | 2:3 n. V. | FC Arsenal \|\|16.207        |

## Halbfinale
Die Halbfinal-Begegnungen fanden im Januar statt. Das Halbfinale war die einzige Runde, die mit Hin- und Rückspiel ausgetragen wurde.
|            | Gesamt |                   | Hinspiel | Rückspiel |
| ---------- | ------ | ----------------- | -------- | --------- |
| FC Chelsea | 3:1    | FC Everton        | 2:1      | 1:0       |
| FC Arsenal | 2:6    | Tottenham Hotspur | 1:1      | 1:5       |

## Finale
| FC Chelsea                                                | FC Chelsea | Tottenham Hotspur | Tottenham Hotspur | Aufstellung                                    |
| --------------------------------------------------------- | --- | --- | ----------------- | ---------------------------------------------- |
| FC Chelsea                                                | \| 24. Februar 2008 um 16:00 Uhr in London (Wembley-Stadion) \| \| Ergebnis: 1:2 n. V. (1:1, 1:0) \| \| Zuschauer: 87.660 \| \| Schiedsrichter: Mark Halsey \|                                                                                                  | \| 24. Februar 2008 um 16:00 Uhr in London (Wembley-Stadion) \| \| Ergebnis: 1:2 n. V. (1:1, 1:0) \| \| Zuschauer: 87.660 \| \| Schiedsrichter: Mark Halsey \| | Tottenham Hotspur | Aufstellung FC Chelsea gegen Tottenham Hotspur |
| FC Chelsea                                                | Petr Čech, Juliano Belletti, Ricardo Carvalho, John Terry , Wayne Bridge, Shaun Wright-Phillips (72. Salomon Kalou), Michael Essien (88. Michael Ballack), Frank Lampard, John Obi Mikel (98. Joe Cole), Nicolas Anelka, Didier Drogba Cheftrainer: Avram Grant | Paul Robinson, Alan Hutton, Jonathan Woodgate, Ledley King , Pascal Chimbonda (61. Tom Huddlestone), Aaron Lennon, Jermaine Jenas, Didier Zokora, Steed Malbranque (75. Teemu Tainio), Dimitar Berbatov, Robbie Keane (102. Younès Kaboul) Cheftrainer: Juande Ramos | Tottenham Hotspur | Aufstellung FC Chelsea gegen Tottenham Hotspur |
| FC Chelsea                                                | 1:0 Didier Drogba (39.) | 1:1 Dimitar Berbatov (70., FE) 1:2 Jonathan Woodgate (94.) | Tottenham Hotspur | Aufstellung FC Chelsea gegen Tottenham Hotspur |
| FC Chelsea                                                | John Obi Mikel (96.), Ricardo Carvalho (104.), Petr Čech (120.+4') | Didier Zokora (38.), Teemu Tainio (116.), Aaron Lennon (120.+1'), Jermaine Jenas (120.+3') | Tottenham Hotspur | Aufstellung FC Chelsea gegen Tottenham Hotspur |
| FC Chelsea                                                | Spieler des Spiels: Jonathan Woodgate | | Tottenham Hotspur | Aufstellung FC Chelsea gegen Tottenham Hotspur |
| 24. Februar 2008 um 16:00 Uhr in London (Wembley-Stadion) | | |                   |                                                |
| Ergebnis: 1:2 n. V. (1:1, 1:0)                            | | |                   |                                                |
| Zuschauer: 87.660                                         | | |                   |                                                |
| Schiedsrichter: Mark Halsey                               | | |                   |                                                |